# Jean-Pierre Stock
Jean-Pierre Stock   (1r districte de París, 5 d'abril de 1900 - Caracas, 2 d'octubre de 1950) fou un remer francès que va competir durant la dècada de 1920.
El 1924 va prendre part en els Jocs Olímpics de París, on disputà la prova del doble scull del programa de rem. Formant parella amb Marc Detton guanyà la medalla de plata.